# Un hombre solo no vale nada
Un hombre solo no vale nada es una película de Argentina en blanco y negro dirigida por Mario C. Lugones según el guion de Julio Porter sobre un relato de Alfredo Geller que se estrenó el 24 de marzo de 1949 y que tuvo como protagonistas a Enrique Serrano, Amelita Vargas y Miguel Gómez Bao.

## Sinopsis
Un empleado progresa en la fábrica donde trabajar haciendo pasar por su esposa a una atractiva cantante cubana.

## Reparto
- Enrique Serrano ... Modesto Fauno
- Amelita Vargas ... Diana Beltrán
- Miguel Gómez Bao ... Jefe Méndez
- Julio Renato ... Subgerente Mendieta
- Héctor Méndez ... Campos
- Ramón J. Garay ... Ordenanza Camilo
- Héctor Calcaño ... Gerente Carmelo Mendizábal
- César Fiaschi ... Director
- Ricardo de Rosas
- Carlos Romero
- Francisco Delay
- Alberto de Mendoza ... Borracho en la boite
- Armando Parente

## Comentario
Para Manrupe y Portela la película es una "divertida comedia con una buena pareja protagonista y hoy muy poco vista".